# Канатова, Светлана Юрьевна
Светлана Юрьевна Канатова (род. 10 сентября 1970), также известна по фамилии Кандемир — российская легкоатлетка, специалистка по бегу на средние дистанции. Выступала на профессиональном уровне в 1997—2007 годах, чемпионка России в беге на 1500 метров в помещении, призёрка ряда международных стартов и первенств всероссийского значения, участница чемпионата мира в помещении в Маэбаси. Представляла Московскую область.

## Биография
Светлана Канатова родилась 10 сентября 1970 года. Занималась лёгкой атлетикой в Московской области, выступала за всероссийское физкультурно-спортивное общество «Динамо».
Впервые заявила о себе в сезоне 1997 года, когда в беге на 1500 метров выиграла два турнира в Москве, стала девятой на Мемориале братьев Знаменских в Москве.
В 1998 году в той же дисциплине финишировала пятой на зимнем чемпионате России в Москве, выиграла бронзовую медаль на открытом чемпионате Москвы, была шестой на Мемориале Куца в Москве и девятой на летнем чемпионате России в Москве.
В 1999 году в беге на 1500 метров победила на Рождественском кубке в Москве и на международном турнире «Русская зима». На зимнем чемпионате России в Москве завоевала золотую награду на дистанции 1500 метров и взяла бронзу на дистанции 3000 метров. Позднее также одержала победу на международном турнире в Генуе. Благодаря череде удачных выступлений вошла в основной состав российской сборной и удостоилась права защищать честь страны на чемпионате мира в помещении в Маэбаси — в финале 1500-метровой дисциплины установила свой личный рекорд 4:06.20, расположившись в итоговом протоколе соревнований на пятой строке. Помимо этого, выиграла бронзовую медаль в Лиссабоне, была четвёртой и девятой в Дортмунде и Лондоне соответственно.
На чемпионате России 2000 года в Туле в беге на 1500 метров финишировала восьмой.
В 2001 году стала седьмой на зимнем чемпионате России в Москве и девятой на летнем чемпионате России в Туле.
Сезон 2002 года пропустила в связи с допинговой дисквалификацией.
В 2003 году возобновила спортивную карьеру и вплоть до 2007 года участвовала в различных коммерческих пробегах в Европе.